# Elektrolitska disocijacija
Elektrolitička disocijacija je razlaganje elektrolita na pozitivne ili negativne jone pod uticajem molekula rastvarača, npr.
Disocijacija je posledica solvatacije kod polarnih rastvarača (npr: voda) u kojem polarni molekuli rastvarača okružuju rastvorak. U tom procesu dolazi do neutralisanja elektrostatičke privlačne sile među jonima rastvorka te se oni, solvatisani, udaljuju jedni od drugih, dakle postaju slobodni joni. Važno je uočiti da polarno rastvarač ne stvara jone već ih samo oslobađa iz kristala.
Zbog toga sposobnost disocijacije imaju jonska ili veoma jaka polarna kovalentna jedinjenja. Disosovani rastvor hemijskog jedinjenja naziva se elektrolit.
Disocijacija je povratna reakcija - ako se uklone molekuli polarnog rastvarača (uparavanje ili razblaživanjem manje polarnim rastvaračem dolazi do stvaranja neutralnih molekula koji mogu biti manje ili više rastvorni. Isto, dodatak jačeg elektrolita, koji ima zajednički jon sa slabijim, suzbija se disocijacija slabijeg.
Elektrolitičkoj disocijaciji u vodi su podložne sve rastvorljive soli, većina kiselina i baza. No, ne moraju sve da disosuju u istom stepenu. Na primer, sirćetna kiselina je rastvorna u vodi ali disosuje vrlo slabo u odnosu na sumpornu kiselinu.
Stepen disocijacije je merilo disocijacije jonskog jedinjenja i predstavlja odnos broja disosovanih prema ukupnom broju molekula. Mnogo važniji koncept je konstanta disocijacije.
Mnoga hemijska jedinjenja podležu disocijaciji sama od sebe. Npr. voda autodisosuje po šemi:
Stepen disocijacije ove reakcije u normalnim uslovima iznosi oko 10-7, što označava da na svakih 107 (10.000 000) molekula vode samo jedan podleže disocijaciji sam od sebe. Konstanta disocijacije vode je 10-14 i predstavlja osnovu za stvaranje pH skale.
PH dolazi od latinskih reči poentia hidrogenum, koje znači aktivnost vodonika i definisana je kao negativni logaritam koncentracije H+ jona.
Elektrolitičku disocijaciju ne treba mešati sa elektrolizom.
Elektrolitička disocijacija može da se odigra u nekoliko stepena u zavisnosti od kompleksnosti molekula koji se disocira.